# András Paróczai
András Paróczai (Hungría, 11 de mayo de 1956) es un atleta húngaro retirado especializado en la prueba de 800 m, en la que consiguió ser subcampeón europeo en pista cubierta en 1981.

## Carrera deportiva
En el Campeonato Europeo de Atletismo en Pista Cubierta de 1979 ganó la medalla de bronce en los 800 metros, con un tiempo de 1:48.2 segundos, tras el español Antonio Páez y el búlgaro Binko Kolev.
Dos años después, en el Campeonato Europeo de Atletismo en Pista Cubierta de 1981 ganó la medalla de plata en los 800 metros, con un tiempo de 1:47.73 segundos, tras el alemán Herbert Wursthorn y por delante del español Antonio Páez.